# Aurebesh

Alfabet Aurebesh - nazwy liter i ich odpowiedniki w języku angielskim

Aurebesh – fikcyjny alfabet używany w świecie Gwiezdnych wojen. Służy do zapisu wspólnego dla większości Galaktyki języka Basic - w istocie języka angielskiego. Jego nazwa pochodzi od pierwszych liter alfabetu – aurek i besh, podobnie jak w przypadku samego słowa „alfabet” czy polskiego „abecadło”. Aurebesh występuje kilkakrotnie w filmach, a także w komiksach, grach fabularnych, grach komputerowych oraz innych materiałach związanych z Gwiezdnymi wojnami.

## Ewolucja
Z początku litery wchodzące obecnie w skład tego alfabetu były sporadycznie wykorzystywane w dowolny sposób jako ornamenty symulujące napisy w "nieznanym języku" i nie tworzyły sensownych słów czy zdań - przykład takiego ich wykorzystania można zauważyć w Powrocie Jedi w scenie skanowania przylatującego na drugą Gwiazdę Śmierci promu. W latach 90. XX wieku Aurebesh został usystematyzowany przez twórców gry fabularnej SW RPG d6 i od tego czasu jego popularność zaczęła znacząco wzrastać. Obecnie większość napisów w Aurebeshu pozwala się bez problemów odczytać w języku angielskim - odpowiednie poprawki poczyniono nawet w niektórych miejscach w samych filmach podczas przygotowywania ich wznowień.
Mimo występowania w tym alfabecie znaków odpowiadających kilku literom alfabetu łacińskiego (np. ch (pol. cz), ae lub angielskie th), z reguły nie są one wykorzystywane przez osoby piszące w nim - a to ze względu na fakt, że popularne fonty komputerowe odwzorowują wprost na znaki aurebesha standardowe litery alfabetu łacińskiego.